# Bryosphaeria cinclidoti
Bryosphaeria cinclidoti är en svampart som först beskrevs av Andrei Racovitza, och fick sitt nu gällande namn av Döbbeler 1978. Bryosphaeria cinclidoti ingår i släktet Bryosphaeria, klassen Dothideomycetes, divisionen sporsäcksvampar och riket svampar.   Inga underarter finns listade i Catalogue of Life.